# Décès en novembre 1963
Décès
- 1959
- 1960
- 1961
- 1962
- 1963
- 1964
- 1965
- 1966
- 1967

Pour une information complémentaire, voir la page d'aide.

| Date        | Nom          | Pays                   | Activités                                 | Âge | Source |
| ----------- | ------------ | ---------------------- | ----------------------------------------- | --- | ------ |
| 30 novembre | Cyril Newall | Drapeau du Royaume-Uni | Militaire et homme politique britannique. | 77  |        |